# Dario Montani
Dario Montani (* 27. März 1961 in Walsall) ist ein ehemaliger italienischer Radrennfahrer und nationaler Meister im Radsport.

## Sportliche Laufbahn
Montani war im Straßenradsport aktiv. Als Amateur gewann er 1983 die nationale Meisterschaft im Straßenrennen vor Stefano Bizzoni. 1982 siegte er in der Trofeo Arvedi. 1984 gewann er eine Etappe in der Vuelta Ciclista de Chile. Im Amateurrennen der Straßenradsport-Weltmeisterschaften 1983 schied er aus.
1986 wurde er Berufsfahrer im Radsportteam Supermercati Brianzoli und blieb bis 1987 als Profi aktiv. 1987 holte er einen Etappensieg in der Tour Midi-Pyrénées. In der Tour de France 1987 schied er aus. In den Rennen der Monumente des Radsports war der 72. Platz im Rennen Mailand–Sanremo 1987 sein bestes Resultat.